# بشت بيشة (زلاغي الغربي)
بشت بیشة (بالفارسية: پشت بیشه) هي قرية تقع في إيران في قسم زلاغي الغربي الریفي.